# 歌謡大全集 (朝日放送)
歌謡大全集（かようだいぜんしゅう）は、朝日放送（現：朝日放送ラジオ）が1975年から2011年4月1日までナイターオフ期間（10月～翌年3月）限定で放送していた音楽リクエスト番組である。2010年10月-2011年3月の最終シーズンは毎週火～金曜の19:00 - 21:00に放送。2004年3月までは、毎週月曜日にも放送されていた。

## 番組内容
懐メロや歌謡曲を中心にしたリクエスト曲を流しながら、パーソナリティのフリートークや企画コーナー（リスナー向けクイズなど）を放送した。2010年度には放送されなかったが、落語家の中継コーナーなども設定されたシーズンもあった。
番組プログラムの上では全曜日通しで『歌謡大全集』となっているが、放送の上では『（担当パーソナリティ、男性→女性の順）の歌謡大全集』とコールしていた。
番組のテーマ曲は、フランク永井の「君恋し」（カラオケバージョン）。
原則として生放送で、放送中にもメールとFAXでリクエストやメッセージなどを受け付けていた。ただし、パーソナリティの落語家が放送日に落語会などのスケジュールを優先せざるを得ない場合には、事前に収録した内容を放送。その場合には、事前に届いたリクエストやメッセージだけを取り上げていた。また年末年始（概ね12月31日から正月3が日）は特別編成となり休止や短縮などになる場合があった。

## 歌謡大全集の歴史
1975年10月6日より『歌謡大全集』として放送を開始。当初は、月曜日から金曜日19時からの1時間番組であった。1975年開始当初のパーソナリティは黒田昭夫、因田宏紀（いずれも当時朝日放送アナウンサー）らが担当した。
1976年度以降は『歌の旅・歌謡大全集』に改題。1976年・1977年の2シーズンは尾崎千秋と桶村久美子がパーソナリティを担当し、1978年10月-1979年3月には黒田昭夫・桶村久美子が担当した。
1979年10月8日より4代目林家小染と桶村のコンビで番組をリニューアルした。
1984年10月より番組タイトルを『歌謡大全集』に戻し、ナイターオフ期間での放送を続行した。同年度からは、原則として男性落語家と、関西地区のラジオ番組で活躍する中堅・ベテランの女性フリーアナウンサー・タレントのコンビによる日替わりパーソナリティ制へ移行した。1985年度から1988年度までは梨木加陽子がレギュラーパートナーとして月曜日から金曜日まで通しで担当し、1989年度より女性出演者も日替わり制に移行した。
例外的に1990年代前半には、男性2人ないしは女性2人のコンビで担当する曜日もあった。また落語家ではない男性芸能人（キダ・タロー、横山ノック）や、朝日放送所属の女性アナウンサー（関根友実、橋詰優子）が担当したこともあった。
1995年1月17日に発生した阪神・淡路大震災の影響で、報道特別番組編成のため同日より1週間放送を休止、翌週月曜日（1月23日）より放送を再開した。
2004年には月曜日はナイターイン編成（4月～9月）の時と同じ編成・番組へ移行した影響で、月曜日の放送が廃止され、当番組の放送曜日が火～金曜に短縮された。
1990年代初めの一時期には、21:40まで放送されていたことがある。その後20:45終了となったが、2007年度より15分延長して21:00終了とした。
2007年頃のナイターオフ期間には、朝日放送の公式サイト内"Webio"を通じて、日替わりコーナーの一部をインターネットで配信していた。ただしWebioでは、原則として生放送の翌日に当番組の音源を更新していたため、金曜以外の音源は更新日にしか聴けなかった。
桂南光・土谷多恵子のコンビは、1992年度から2008年度（2009年3月27日の放送）まで16シーズン連続でパーソナリティを担当。2000年頃には、当時担当していた金曜日からの派生番組『あんたらキッついキャランタン』が、ナイターシーズン（4 - 9月）の毎週月曜日20:00 - 21:00に放送された。

## レギュラー放送の終了とその後の動き
2011年3月1日の放送内で、2011年3月を最後に番組が終了する（2011年秋以降の放送はなくなる）ことが告知された。しかし2011年3月11日に発生した東北地方太平洋沖地震（東日本大震災）の影響で、プロ野球セントラル・リーグ公式戦の開幕が遅れることになったことに伴い急遽放送期間が延長となった。最終回として予定されていた3月23日の放送の冒頭において、開幕の状況によっては放送期間が最大で4月1日まで延長されることが発表された。その後、セ・リーグの開幕は4月12日に延期されることが決まり、番組の最終回も4月1日に正式に変更された。そして、予定通り最終回を迎え、1975年10月から始まった本番組は、35年半の放送に幕を降ろした。
また東日本大震災の発生を受け、発生当日（3月11日・金曜日）の放送は東京・ニッポン放送からの報道特別番組が編成されたために休止となった。
朝日放送では、2011年11月下旬から、当番組後期の放送枠（火～金曜19:00 - 21:00）で『おっちゃんラジオ』を2011年度のナイターオフ番組として編成。『歌謡大全集』から一転して、朝日放送の男性アナウンサー（経験者）がメインパーソナリティを務めていた。また、平日の午前中に放送されている生ワイド番組『ドッキリ!ハッキリ!三代澤康司です』では、当番組最後期のレギュラー出演者・コーナーの一部を引き継いでいる。
2013年1月26日（土曜日）に朝日放送で12:30 - 21:00に放送されたラジオ特別番組『第111回上方落語をきく会』では、昼の部と夜の部の合間（15:30 - 18:00）に、会場のシアターBRAVA!舞台袖特設ブースからの生中継企画として当番組を特別に復活。2009・2010年度の火曜日にパーソナリティを務めた桂団朝・宇野ひろみコンビの出演で、レギュラー放送と同じくリスナーからのリクエスト曲を随時放送した。

## 出演者

### 1985-1988年度
※以下の男性落語家のほか、レギュラーパートナーとして梨木加陽子が月曜日から金曜日まで通しで出演。
|          | 月曜日   | 火曜日   | 水曜日     | 木曜日     | 金曜日   |
| -------- | -------- | -------- | ---------- | ---------- | -------- |
| 1985年度 | 桂朝丸   | 月亭八方 | 桂べかこ   | 笑福亭鶴三 | 桂文福   |
| 1986年度 | 桂朝丸   | 月亭八方 | 笑福亭鶴三 | 桂べかこ   | 桂文福   |
| 1987年度 | 桂朝丸   | 月亭八方 | 桂雀々     | 桂文福     | 桂べかこ |
| 1988年度 | 桂べかこ | 月亭八方 | 笑福亭松喬 | 桂文福     | 桂小米朝 |

### 1989-2003年度
|          | 月曜日                           | 火曜日                 | 水曜日                 | 木曜日                      | 金曜日                   |
| -------- | -------------------------------- | ---------------------- | ---------------------- | --------------------------- | ------------------------ |
| 1989年度 | 笑福亭仁智、浜田晶子             | 桂九雀、浜田晶子       | 梨木加陽子、西岡幸子   | 桂小枝、福田まゆみ          | 笑福亭松喬、福田まゆみ   |
| 1990年度 | 桂ざこば、桜井一枝               | 笑福亭松喬、鈴木美智子 | キダ・タロー、桂雀々   | 桂きん枝、真理アンヌ        | 横山ノック、月亭八方     |
| 1991年度 | 横山ノック、月亭八方、由城あづ紗 | 桂ざこば、桜井一枝     | 笑福亭松喬、鈴木美智子 | 桂小枝、遥洋子              | 桂きん枝、真理アンヌ     |
| 1992年度 | 笑福亭松喬、鈴木美智子           | 桂ざこば、桜井一枝     | 桂べかこ、土谷多恵子   | 桂きん枝、ハイヒール･リンゴ | 月亭八方、横山ノック     |
| 1993年度 | 桂ざこば、桜井一枝               | 桂南光、土谷多恵子     | 桂きん枝、森川みどり   | 笑福亭松喬、鈴木美智子      | 月亭八方、横山ノック     |
| 1994年度 | 桂ざこば、桜井一枝               | 桂南光、土谷多恵子     | 桂きん枝、森川みどり   | 笑福亭松喬、鈴木美智子      | 月亭八方、非常階段シルク |
| 1995年度 | 桂きん枝、森川みどり             | 桂南光、土谷多恵子     | 月亭可朝、藤原正美     | 笑福亭松喬、鈴木美智子      | 月亭八方、非常階段シルク |
| 1996年度 | 笑福亭仁智、桜井一枝             | 桂南光、土谷多恵子     | 桂雀々、森川みどり     | 笑福亭松喬、鈴木美智子      | 月亭八方、非常階段シルク |
| 1997年度 | 桂南光、土谷多恵子               | 笑福亭仁智、桜井一枝   | 桂雀々、三田篤子       | 笑福亭松喬、鈴木美智子      | 月亭八方、非常階段シルク |
| 1998年度 | 桂南光、土谷多恵子               | 笑福亭仁智、桜井一枝   | 桂雀々、関根友実       | 笑福亭松喬、鈴木美智子      | 月亭八方、非常階段シルク |
| 1999年度 | 桂南光、土谷多恵子               | 笑福亭仁智、桜井一枝   | 桂雀々、関根友実       | 笑福亭松喬、鈴木美智子      | 月亭八方、非常階段シルク |
| 2000年度 | 桂南光、土谷多恵子               | 林家小染、宇野ひろみ   | 桂団朝、藤原正美       | 笑福亭松喬、鈴木美智子      | 桂む雀、河上ひろみ       |
| 2001年度 | 桂南光、土谷多恵子               | 林家小染、宇野ひろみ   | 桂団朝、高野あさお     | 笑福亭松喬、鈴木美智子      | 笑福亭三喬、清水ひろみ   |
| 2002年度 | 桂南光、土谷多恵子               | 林家小染、関根友実     | 桂団朝、高野あさお     | 笑福亭松喬、鈴木美智子      | 笑福亭三喬、橋詰優子     |
| 2003年度 | 桂南光、土谷多恵子               | 笑福亭銀瓶、塩田えみ   | 桂団朝、牧野エミ       | 桂かい枝、森川みどり        | 笑福亭三喬、河上ひろみ   |

### 2004年度以降
|          | 火曜日                 | 水曜日             | 木曜日                           | 金曜日               |
| -------- | ---------------------- | ------------------ | -------------------------------- | -------------------- |
| 2004年度 | 笑福亭三喬、河上ひろみ | 桂団朝、牧野エミ   | 桂かい枝、森川みどり             | 桂南光、土谷多恵子   |
| 2005年度 | 笑福亭三喬、河上ひろみ | 桂団朝、牧野エミ   | 桂かい枝、森川みどり             | 桂南光、土谷多恵子   |
| 2006年度 | 笑福亭三喬、河上ひろみ | 桂団朝、牧野エミ   | 桂かい枝、森川みどり             | 桂南光、土谷多恵子   |
| 2007年度 | 笑福亭三喬、河島あみる | 桂団朝、牧野エミ   | 桂かい枝、森川みどり             | 桂南光、土谷多恵子   |
| 2008年度 | 笑福亭三喬、河島あみる | 桂団朝、牧野エミ   | 桂かい枝、森川みどり             | 桂南光、土谷多恵子   |
| 2009年度 | 桂かい枝、森川みどり   | 桂団朝、宇野ひろみ | 笑福亭三喬、河島あみる・内田香織 | 桂こごろう、牧野エミ |
| 2010年度 | 桂かい枝、森川みどり   | 桂団朝、宇野ひろみ | 笑福亭三喬、河島あみる           | 桂こごろう、牧野エミ |

## 後継番組
- おっちゃんラジオ（前述、開始前のクライマックスシリーズ期間中に放送された特別番組『パーソナリティ秋の交流戦』についても記述）
- 伊藤史隆のラジオノオト（2017 - 2022年度のナイターオフ期間火 - 金曜日19・20時台の生ワイド番組） - 笑福亭三喬が「7代目笑福亭松喬」としてパートナーを務める水曜日で、昭和歌謡を1曲紹介する「ラジオノオトの『歌謡大全集』的こころ」を2020年度まで20時台に放送。